# Anopheles brachypus
Anopheles brachypus är en tvåvingeart som beskrevs av Donitz 1902. Anopheles brachypus ingår i släktet Anopheles och familjen stickmyggor. Inga underarter finns listade i Catalogue of Life.